# Megaceryle lugubris
Il martin pescatore dalla cresta (Megaceryle lugubris (Temminck, 1894)) è un uccello della famiglia Alcedinidae, diffuso nell'Asia meridionale, principalmente verso est dal subcontinente indiano fino al Giappone.